# パクディプテス
パクディプテス（Pakudyptes、「小さい潜水者」の意）は、ニュージーランドの上部漸新統から化石が産出した、絶滅した小型のペンギンの属。体高30 - 35センチメートル、体重約1キログラムと推定されており、ペンギンでは最小級である。肩関節が現生ペンギンに類似する一方で肘関節が化石種のペンギンに類似しており、両者の中間的な形質状態を示す。タイプ種はPakudyptes hakataramea。

## 発見と命名
後にPakudyptes hakatarameaと命名されることになる化石は、1987年にニュージーランド南島に位置するカンタベリー地方のハカタラメア渓谷で発見されたものであった。産地はOtekaike Limestoneで、層所年代は上部漸新統にあたる。ニュージーランドの地質時代区分ではWaitakianという時代の地層に相当し、Waitakianの基底がストロンチウム同位体年代測定によって約24.3Maと推定されていることから、産地の岩石も約2400万年前のものと見積もられている。
発見された化石は3個であり、ほぼ完全な左上腕骨のOU 21977（ホロタイプ標本）、近位半分を保存した左尺骨のOU 21976、不完全な右大腿骨のOU 21966が回収されている。ホロタイプ標本は地表に露出した状態であったためプロスペクト中に発見され、残る2個の骨もホロタイプ標本から1メートル以内の近距離で発見された。肘関節がよく噛み合うことから上腕骨と尺骨は同一個体に由来するものと見られ、また大腿骨は同一個体でない可能性を考慮しても同種の可能性が高いと判断されている。
これらの化石はオタゴ大学に所蔵され、「ハカタラメアバード」として知られていたものの、論文化には至っていなかった。保管されていた標本の研究が持ち上がったのは2022年であり、足寄動物化石博物館・岡山理科大学・オタゴ大学の共同研究を経て、2024年8月に足寄動物化石博物館館長の安藤達郎を筆頭著者として記載・命名された。
本属はタイプ種Pakudyptes hakatarameaのみを含む単型の属である。属名はマオリ語で「小さい」を意味するpakuとギリシア語で「潜水者」を意味するdyptesに由来し、合わせて「小さい潜水者」を意味する。種小名は化石産地のハカタラメア渓谷に由来する。

## 特徴

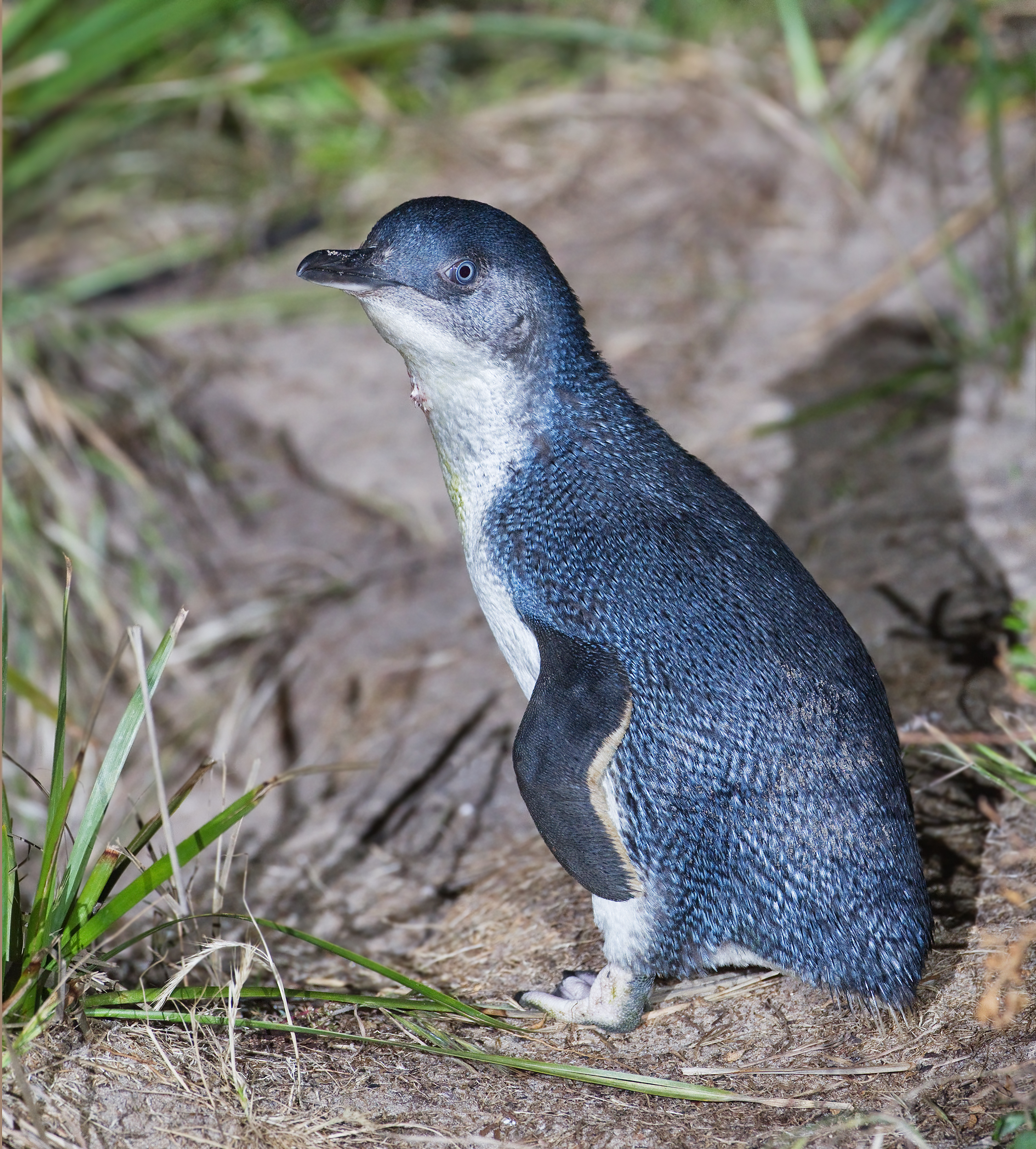
現生で世界最小のペンギンであるフェアリーペンギン

パクディプテスはフェアリーペンギンを含む現生属のEudyptulaと、化石属のEretiscusを除く、他の全てのペンギンよりも小型である。Pakudyptes hakatarameaを含めて最小級と言えるペンギンの種は現生種で3種、化石種で2種であるが、本種はそれらのうち最古の記録である。パクディプテスを他の属種から区別する形質状態としては、不完全な三頭筋窩の分岐、頭尾方向に厚い近位部を持つ細く真っ直ぐな上腕骨体、上腕骨の長軸に沿った短い烏口上筋付着部、丸みを帯びたタブ状の肘頭がある。
パクディプテスは肩関節が現生のペンギンと類似していて派生的な形質状態である一方、肘関節は基盤的である。より具体的には、フェアリーペンギンの肘関節が大きく開いていて翼全体が真っ直ぐであるのに対し、パクディプテスの肘関節は角度が小さく翼全体が曲がっている状態である。
オウサマペンギンのような大多数の現生のペンギンと比較すると骨が高度な緻密化を遂げておらず、フェアリーペンギンと同じく比較的緻密かつ中空であった。この形質状態はより緻密な骨を持つ種と比較して低い遊泳能力と相関しており、浅海域への適応を示すことが考えられる。ペンギンの前肢は後期漸新世から前期中新世にかけて進化を遂げ、パクディプテス以降に現生ペンギンに近い流体力学的特性を獲得したことが示唆される。